# Chamigny
Chamigny település Franciaországban, Seine-et-Marne megyében. Lakosainak száma 1431 fő (2022. január 1.). Chamigny Reuil-en-Brie, Sainte-Aulde, Tancrou, Ussy-sur-Marne, Cocherel, Dhuisy, La Ferté-sous-Jouarre, Jaignes és Luzancy községekkel határos.

## Népesség
A település népességének változása:
| Lakosok száma | 1376 | 1406 | 1438 | 1356 | 1331 | 1335 | 1365 | 1378 | 1431 |
|               | 2013 | 2015 | 2016 | 2017 | 2018 | 2019 | 2020 | 2021 | 2022 |